# 黄鸣龙
黄鸣龙（1898年8月6日—1979年7月1日），男，江苏扬州人，中国有机化学家，中国科学院院士，其主要贡献包括改进沃尔夫-凯惜纳-黄鸣龙还原反应。

## 生平
黄鸣龙在1898年8月6日出生于江苏省扬州府（今扬州市）。
1918年，黄鸣龙在浙江医药专科学校（现浙江大学医学院）毕业，随即远赴瑞士，在苏黎世大学学习。1922年在德国柏林大学深造，并在1924年，获哲学博士学位。
1924年回到中国后，历任浙江省卫生试验所化验室主任、卫生署技正与化学科主任、浙江省立医药专科学校药科教授等职。
1934年，黄鸣龙再度赴德国，先在柏林用了一年时间补做有机合成和分析方面的实验，并学习有关的新技术，后于1935年入德国维尔茨堡大学化学研究所进修。1938至1940年，黄鸣龙先在德国先灵药厂研究，后又在英国研究女性激素。
1940至1945年，黄鸣龙回到国内任中央研究院化学研究所（昆明）研究员兼西南联合大学教授。其间进行了药物山道年的立体异构研究，并为国内外后续研究奠定理论基础。
1945至1952年，黄鸣龙作为访问学者来到美国哈佛大学做研究，其间创造性的改进了沃尔夫－凯惜纳还原反应，此后简称为黄鸣龙改良还原法。后到默克药厂做研究员。
1952年，黄鸣龙再次回国，任军事医学科学院化学系主任。1955年，选聘为中国科学院院士，并于次年转到中国科学院上海有机化学研究所工作。1958年，研究出了利用国产薯蓣皂甙元为原料，七步合成可的松，获国家创造发明奖。之后，黄鸣龙的研究方向主要放在甾体化合物上，并合成出多种甾体激素类药物及口服避孕药。

## 家庭
兄黄胜白（黄鸣鹄），黄鸣驹。

## 科学成就
黄鸣龙和合作者共发表中外文论文80篇，专著及综述近40本（篇）。

### 山道年研究
1938年，黄鸣龙与Inhoffen研究用胆固醇改造合成雌性激素时，发现胆甾双烯酮用醋酸酐及微量浓硫酸处理，发生双烯酮－酚的移位反应。 在此研究工作的基础上，于1940年即从事山道年一类物的立体化学的研究。黄鸣龙在研究这类化合物的相对构型时，发现四个变质山道年在酸碱作用下，其相对构型可成圈地互相转变，以及证明变质山道年因三个旋光中心互相邻近所产生的“邻位影响”。无取代反应而能使三个不对称中心成圈地转变，这在立体化学上，是个前所未有的发现。 各国学者根据黄鸣龙所解决的山道年及其一类物的相对构型，相继推定了它们的绝对构型。日本学者还报道了山道年、β－山道年以及若干异构体的全合成。

### 改良沃尔夫-凯惜纳反应
在有机化合物的合成和结构的测定中，当需要将醛类或酮类的羰基还原为次甲基时，常常用沃尔夫-凯惜纳还原法，但是，此法条件苛刻，要用封管和金属钠以及难以制备和价值昂贵的无水水合肼。同时在应用此法还原时，若有极少量的水份存在，往往不可避免地要引起一些副反应。
而黄鸣龙对这一还原法进行了改进。他将85％（有时可用50％）水合胼及双缩乙二醇或三缩乙二醇，同置于圆底烧瓶内，回流1小时，移去冷凝管，继续加热，直到溶液温度上升至190—200℃时，再插上冷凝管，保持此温度23小时，然后按常规方法处理即得。改良的沃尔夫-凯惜纳（Wolff－Kishner）还原法，产率提高到95％。
黄鸣龙改良的沃尔夫-凯惜纳还原法在当时的国际上广泛应用（现又改良），并编入各国有机化学教科书中，是第一个用中国人名字命名的有机反应，简称为黄鸣龙还原法。

### 甾体激素相关研究
1958年，黄鸣龙利用薯蓣皂甙元为原料，用微生物氧化加入11α－羟基和用氧化钙－碘－醋酸钾加入C21－OAc的方法，七步合成了可的松。 有了合成可的松的工业基础，60年代初期，许多重要的甾体激素如黄体素、睾丸素、强的松和地塞米松等，都在先后生产出来。黄鸣龙对甲地孕酮的合成方法进行了改进，他改进的方法只要3步，总收率达40％。这一改进不但有一定经济价值，并且也有一定理论意义。他还首先发现了甲地孕酮的避孕作用。

## 奖项和荣誉
- 《醋酸可的松的七步合成法》 1966年获国家发明奖
- 《甾体激素的合成与甾体反应的研究》 1982年获国家自然科学二等奖
- 国际《四面体》杂志名誉编辑
- 有机所学术委员会主任、名誉主任
- 中国科学院数理化学部学部委员
- 1978年全国科学大会的先进代表称号

## 社会兼职
- 国家科委计划生育组副组长
- 中国科学技术委员会化学组成员
- 中国药学会上海分会名誉理事长，中国药学会副理事长，中国化学会理事
- 第三届全国人大代表
- 第二、三、五届全国政协委员

## 资料来源
1. 1 2  胡亚东; 郭保章、刘惠. . 福州: 福建教育出版社. 2005. ISBN 7-5334-3650-4.
2. ↑  H.H.Inhoffen; Huang Minlon. . Naturwissenschaften. 1938年11月, 26: 756. doi:10.1007/BF01774198 （德语）. [永久]
3. ↑  Huang Minlon; Chien-Pen Lo、Lucy Ju-Yung Chu. . J. Am. Chem. Soc. 1943年9月, 65: 1780  [2009-07-17]. doi:10.1021/ja01249a506. （原始内容存档于2019-06-11） （英语）.
4. ↑  Huang-Minlon. . J. Am. Chem. Soc. 1948年2月, 70: 611  [2009-07-17]. doi:10.1021/ja01182a050. （原始内容存档于2019-06-20） （英语）.
5. ↑  Yasuo ABE; Tadatsugu HARUKAWA、Hisashi ISHIKAWA、Takuichi MIKI、Masao SUMI、Tadashi TOGA. . Proceedings of the Japan Academy. 1953, 29: 113 （英语）. [永久]
6. ↑  Huang-Minlon. . J. Am. Chem. Soc. 1946年12月, 68: 2487. doi:10.1021/ja01216a013 （英语）.
7. ↑  Huang-Minlon. . J. Am. Chem. Soc. 1949年10月, 77: 3301  [2009-07-17]. doi:10.1021/ja01178a008. （原始内容存档于2019-06-11） （英语）.
8. ↑  Huang Minlon; Tsai Tsu-Yun、Wang Chih-Chin、Chow Wei-Zan、Chen Yun-Cheng、Kin Zan-Wei、Hsu Kin-Wen、Chung Tung-Shun. . Acta Chimica Sinica. 1959, 25: 295.
9. ↑  Huang Minlon; Han Kuang-Tieng、Chow Wei-Zan. . Acta Chimica Sinica. 1959, 25: 427.

1. ^  Nicolai Kishner J. Russ. Chem. Soc. 1911, 43, 582.
2. ^  Ludwig Wolff. . Justus Liebigs Annalen der Chemie. 1912, 394 (1): 86–108. doi:10.1002/jlac.19123940107.